# 𐞠
Cette page contient des caractères spéciaux ou non latins. S’ils s’affichent mal (▯, ?, etc.), consultez la page d’aide Unicode.
𐞠, appelée y culbuté en exposant, y culbuté supérieur ou lettre modificative y culbuté, est un symbole utilisé dans certaines transcriptions basées sur l’alphabet phonétique international. Il est formé de la lettre y culbuté mise en exposant.

## Utilisation
Le y culbuté en exposant est parfois utilisé pour indiquer la prononciation latérale d’une consonne, par exemple [ʗ𐞠].

## Représentations informatiques
La lettre modificative y culbuté peut être représenté avec les caractères Unicode suivants (Latin étendu – F) :
| formes       | représentations | chaînes de caractères | points de code | descriptions                            | note                            |
| ------------ | --------------- | --------------------- | -------------- | --------------------------------------- | ------------------------------- |
| modificative | 𐞠               | 𐞠                     | U+107A0        | lettre modificative minuscule y culbuté | codé pour le symbole phonétique |